# Бургиба, Хабиб (младший)
Хабиб Бургиба-младший (9 апреля 1927, Париж, Франция — 28 декабря 2009, город Тунис, Тунис) — тунисский государственный деятель и дипломат, министр иностранных дел Туниса (1964—1970), единственный сын первого президента страны Хабиба Бургибы.

## Биография
Единственный сын первого президента Туниса Хабиба Бургибы и его первой жены Матильды Лоррэн.
Окончил колледж Садики, затем отправился для продолжения образования во Францию. Изучал юриспруденцию в университетах Гренобля и Парижа.
С 1951 г. — активный участник национально-освободительного движения, с 1954 по 1956 гг. занимался юридической практикой в во французском протекторате Тунис.
После обретения страной независимости в 1956 г. был назначен советником в посольстве Туниса в Соединенных Штатах.
- 1957-1958 гг. — посол в Италии,
- 1958—1961 гг. — до разрыва дипломатических отношений — во Франции,
- 1961—1964 гг. — в США; в Канаде и Мексике (по совместительству). Бургиба-младший был первым послом, вручившим верительные грамоты Джону Кеннеди, после его избрания президентом США в 1961 г. На торжественной церемонии американский президент заметил: «Впервые посол, сын президента представляет верительные грамоты президенту, сыну посла»,
- 1964 г. — генеральный секретарь президента по вопросам информации, туризма, молодежи и спорта и генеральный секретарь Социалистической партии «Дестур»,
- 1964—1970 гг. — министр иностранных дел Туниса, был отправлен в отставку после событий, связанных с арестом видного деятельная национально-освободительного движения, бывшего Генерального секретаря партии «Новый Дестур» Юссефа бен Салаха, в обществе которого сын президента нередко появлялся,
- 1970 г. — министр юстиции, был освобожден от должности в связи с ухудшением здоровья, проходил лечение в Швейцарии,
- 1971 г. — на некоторое время вернулся в политику в качестве депутата Национального собрания, однако в 1972 г. был вновь вынужден продолжить лечение, на этот раз в Марокко,
- 1977—1987 гг. — специальный советник президента Туниса.

Его политическая карьера закончилась после того как его отец, президент Туниса Хабиб Бургиба был отстранён от власти под предлогом ухудшения состояния здоровья занимавшим на тот момент пост премьер-министра Зин эль-Абидином Бен Али.
В то же время он оставался акционером (владея 5,4 %) арабского международного Банка Туниса, являлся членом Клуба Монако, учреждённого в марте 2002 года принцем Альбером.
Был женат на Нейле Зуитен, у них было трое детей — Моез, Махди, Мерием.